# Karel Robert Croll

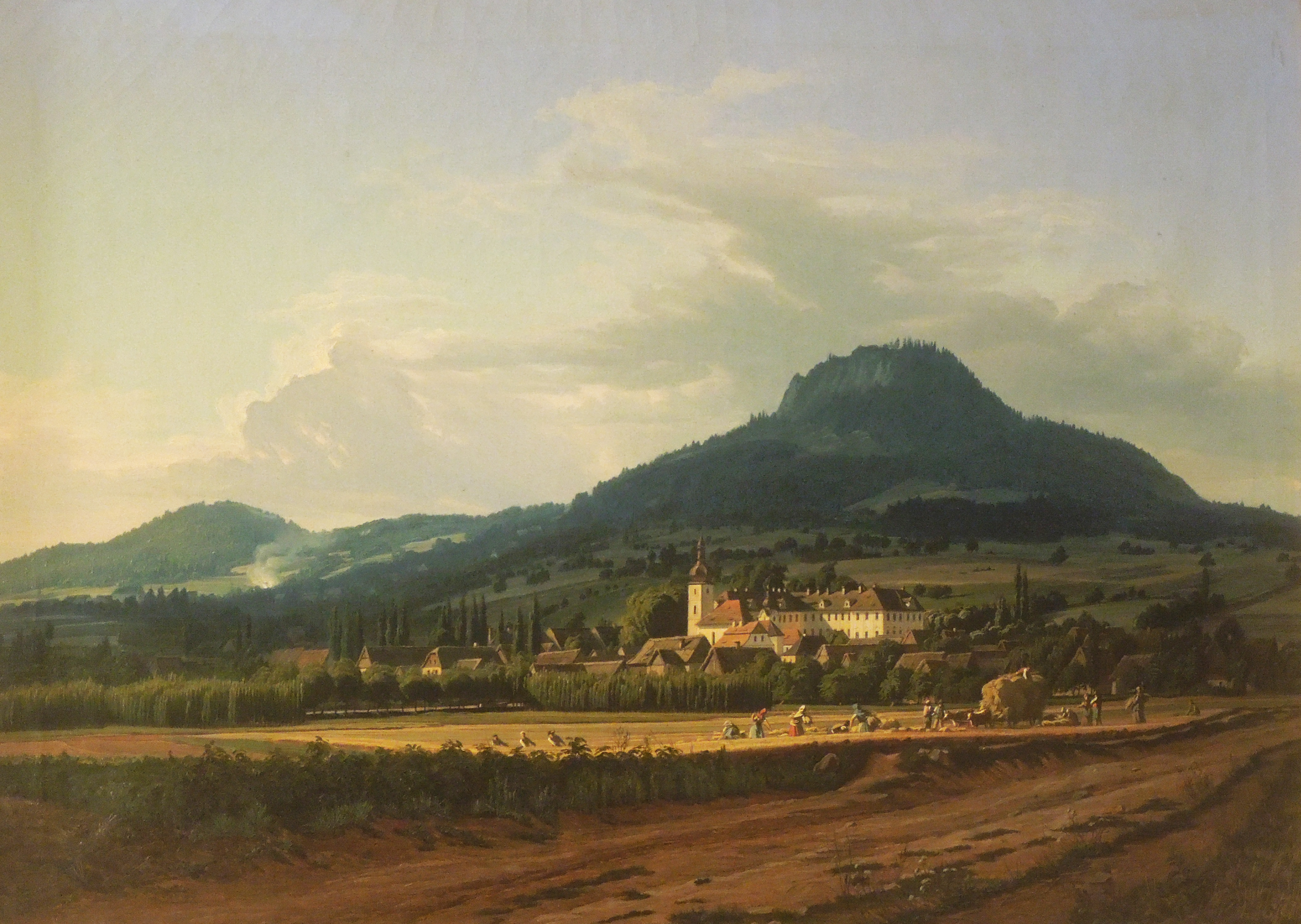
Carl Robert Croll: Liběšice

Karel Robert Croll (německy Carl Robert Croll; 21. listopadu 1800 Kaditz u Drážďan – 3. listopadu 1863 Praha) byl německý krajinář a malíř vedut období romantismu.

## Život
Croll navštěvoval drážďanskou akademii, byl žákem Johanna Christiana Clausena Dahla (1788 – 1857, původem z Norska). Zde studoval i Carlův mladší bratr Georg Heinrich (1803 – 1875), který si později své jméno pozměnil na „Crolla“, a byl také malířem. Roku 1824 se Carl přestěhoval do lázeňského města Teplice. Zde se živil malováním upomínkových předmětů a portrétů pro lázeňské hosty (několik obrazů si u něj objednal pruský král Fridrich Vilém III.) a dělal kolorované kresby pro knížete Karla Josefa Clary-Aldringen, jejichž předlohy kreslil sám kníže během své cesty po Itálii. 
Usadil se v Teplicích a roku 1840 začal pracovat pro Ferdinanda Josefa z Lobkovic na jeho zámku Jezeří. Zde Croll zůstal čtyři roky. Stal se učitelem kreslení a vychovatelem dětí knížete Lobkovice. 
Koncem roku 1843 odjel do Prahy, kde se usadil, ale stále zajížděl do severních Čech, aby navštívil svou rodinu a také mohl malovat zdejší kraj. Vzhledem k jeho zhoršujícímu se duševnímu stavu byl roku 1849 převezen do Zemského ústavu pro choromyslné. V roce 1863 zemřel na pneumonii. Byl pohřben na pražském hřbitově v Jirchářích na Novém Městě (hřbitov byl zrušen v 90. letech 19. století).

### Rodinný život
Croll se v Teplicích oženil s dcerou místního koželuha, Karolinou Büchelovou (* 1830). Manželé Crollovi měli tři děti.

## Dílo
Za svého teplického pobytu maloval Croll krajinu Teplicka a Českého středohoří, pro knížete z Clary-Aldringenu dělal již zmíněné kolorované kresby. Na zámku Jezeří maloval veduty tohoto zámku. Pro knížete Lobkovice maloval jeho sídla a statky (Nelahozeves, Roudnice nad Labem, Střekov, Kamýk, Vysoký Chlumec, Helfenburk u Úštěka, Bílina, Encovany). Crollovy obrazy jsou dnes důležitým svědectvím, jak místa, která maloval, vypadala v 19. století.

## Seznam děl (výběr)
- Pohled k Českému středohoří (1826, olej na plátně, 27 x 35 cm)
- Senný trh v Teplicích (1832, olej na plátně, 46 x 64 cm)
- Podhradí Střekova s dobytkem (1840, olej na plátně, 67 x 56 cm, Roudnická lobkowiczká sbírka)
- Střekov před bouří (1840, olej na plátně, 63,5 x 94,5 cm, Roudnická lobkowiczká sbírka)
- Velký salon na zámku v Bílině (1840, akvarel na papíře, 19 x 28cm
- Roudnice od přívozu (1841, olej na plátně, 62 x 93 cm)
- Požár v Ervěnicích (1842, olej na plátně, 67 x 99 cm)
- Zámek Jezeří (1843, olej na plátně, 54 x 77 cm)
- Stavba železničního viaduktu v Bubnech (1846, olej na plátně, 48 x 74,5 cm)

## Galerie

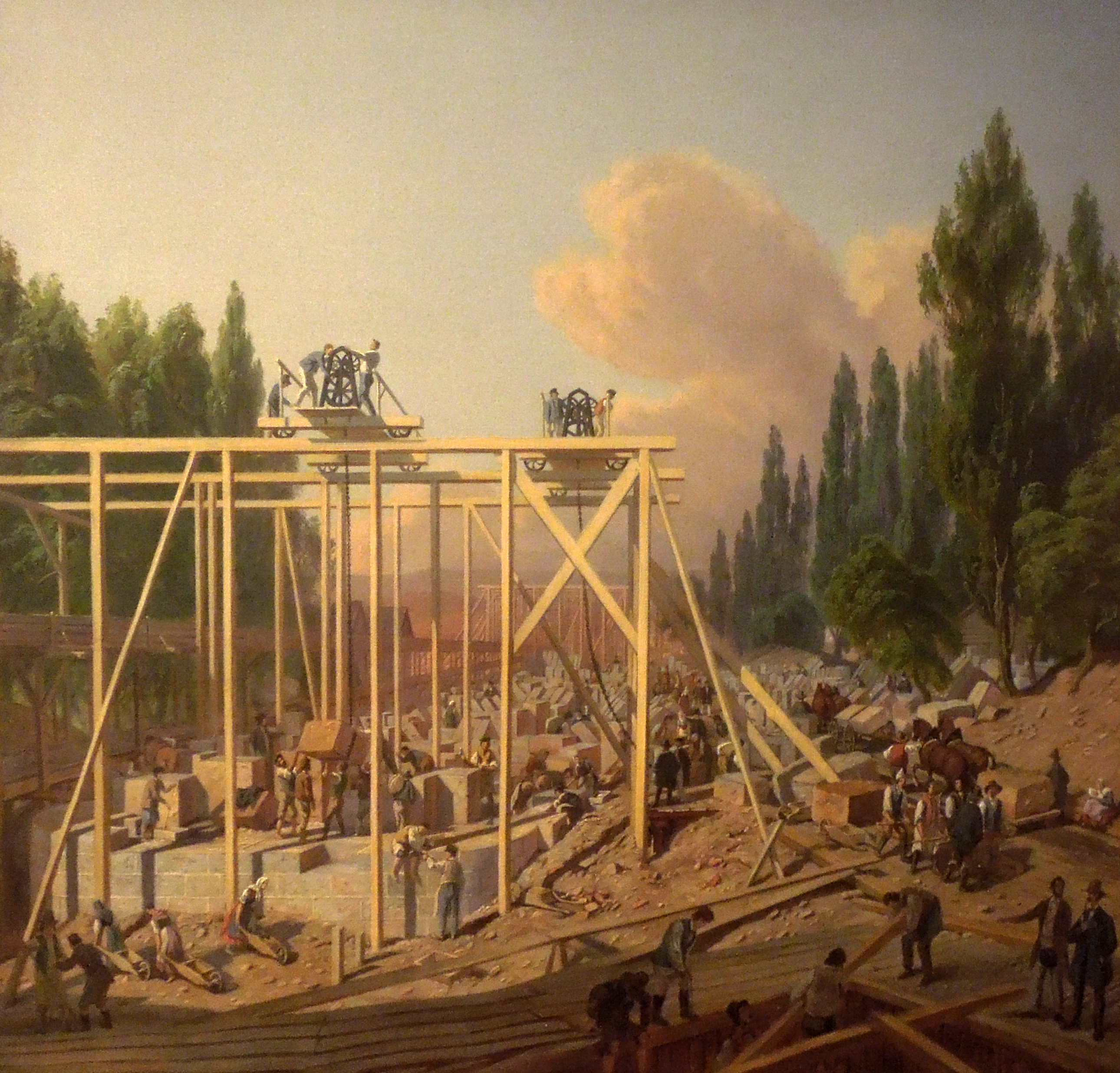
Stavba mostu (viadukt v Bubnech, 1846–1847)
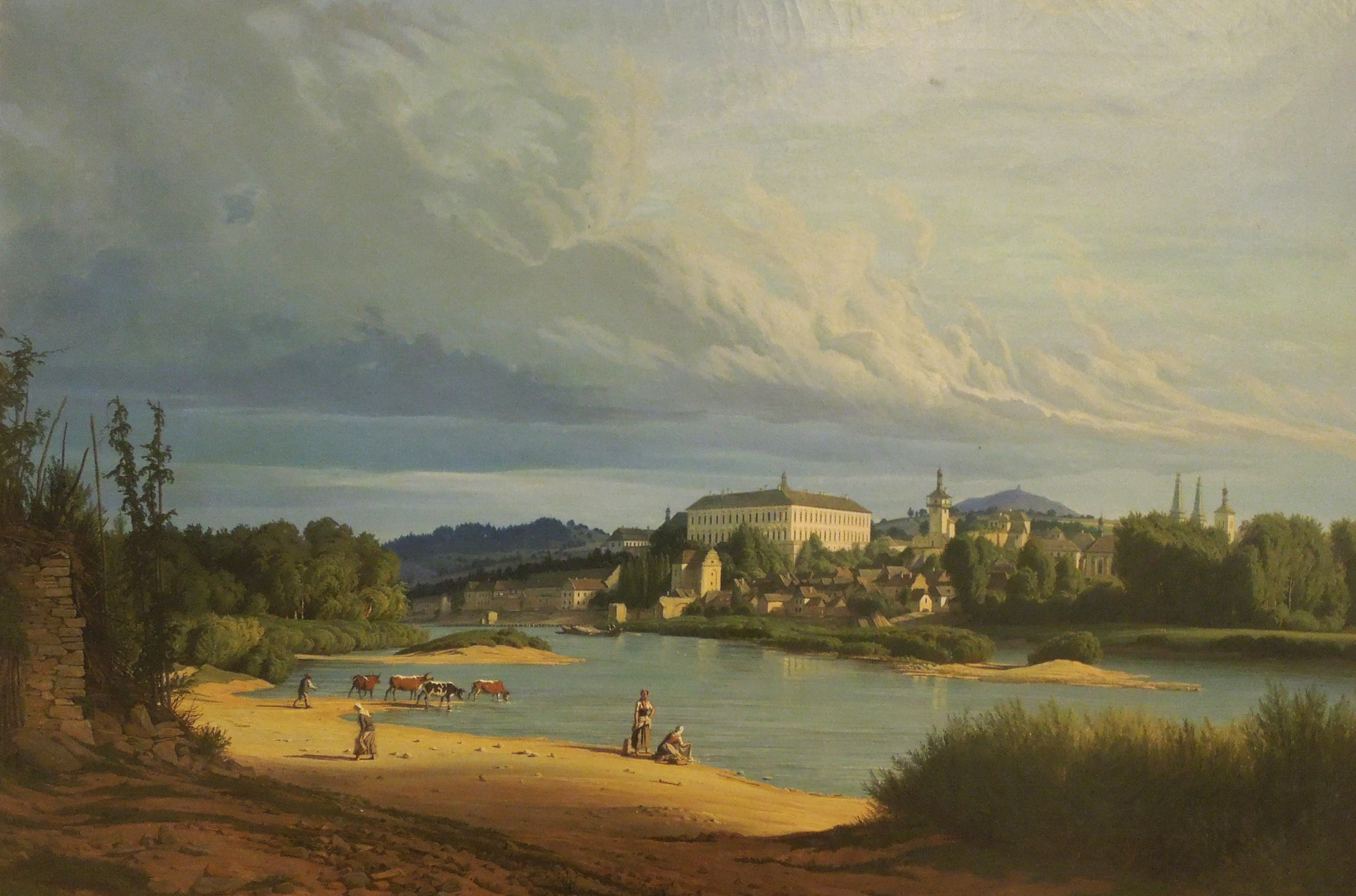
Roudnice nad Labem
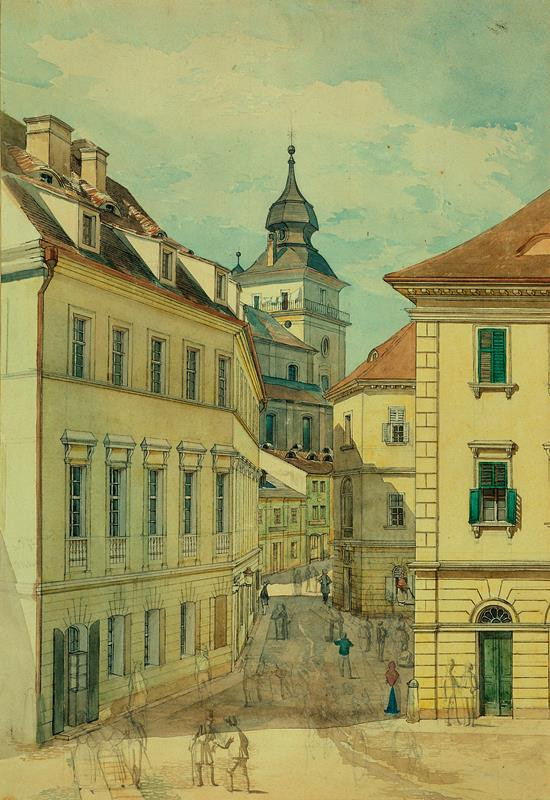
Z Teplic (kresba tužkou, 30.-40. léta 19. stol.)